# Ladislav Mňačko

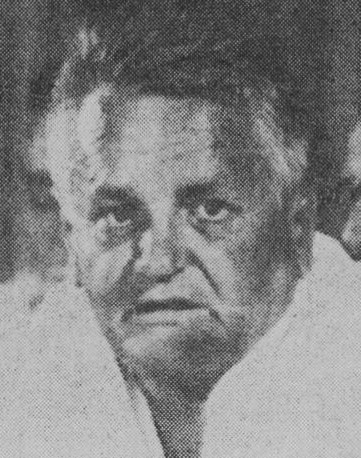
Ladislav Mňačko (1968)

Ladislav Mňačko (ur. 29 stycznia 1919 w mieście Valašské Klobouky, zm. 24 lutego 1994 w Bratysławie) – słowacki pisarz i dziennikarz.
W 1967 wyemigrował z Czechosłowacji, przebywał w Izraelu, Włoszech i Austrii. Był utalentowanym reporterem; w swoich dziełach ukazywał zmiany w powojennym świecie, m.in. w Chinach (w zbiorach D’aleko je do Whampoa z 1958) i w prowincji na Słowacji (Kde končia prašné cesty, 1963). Sukces przyniosła mu wnikliwa psychologiczna powieść o autobiograficznym podłożu Śmierć nazywa się Engelchem (1969, wyd. pol. 1962), w której głównym tematem są losy małej grupy słowackich partyzantów w pierwszych miesiącach po II wojnie światowej, a także powieść polityczna z kluczem Ako chutí moc (1967). W latach 60. publikował rozrachunkowe, bulwersujące reportaże i eseje polityczne, m.in. Oneskorené reportáže (1963). Jest również autorem powieści typu orwellowskiego Súdruh Münchhausen (1972).
W 2022 roku został pośmiertnie odznaczony Orderem Tomáša Garrigue Masaryka I klasy.